# Pleocnemia hemiteliiformis
Pleocnemia hemiteliiformis är en ormbunkeart som först beskrevs av Marian Raciborski, och fick sitt nu gällande namn av Holtt. Pleocnemia hemiteliiformis ingår i släktet Pleocnemia och familjen Tectariaceae. Inga underarter finns listade.